# Polregio-Baureihe SA137
Die Baureihe SA137 sind dieselbetriebene Triebzüge der Firma Newag in Nowy Sącz. Die zweiteiligen Triebzüge haben die Firmenbezeichnung 220M. Sie werden durch Polregio in verschiedenen Regionen Polens eingesetzt.

## Geschichte
Die Produktion der Reihe SA137 begann im Jahr 2010 mit einem Auftrag von der Woiwodschaft Pommern über zwei zweiteilige Fahrzeuge, die als SA 137 001 und 002 bezeichnet wurden. Außerdem wurden mit diesem Auftrag vier dreiteilige Fahrzeuge der Polregio-Baureihe SA138 bestellt.
Die Fahrzeuge wiesen moderne Ausstattungsmerkmale auf. 2011 beschaffte die Woiwodschaft Opole die nächsten beiden Fahrzeuge mit der Bezeichnung SA137-003 und 004 und Mitte des Jahres die Woiwodschaft Lebus den SA137-005. Polregio bestellte im Jahr 2013 vier weitere Fahrzeuge, welche im Frühjahr 2014 als SA137-006 bis 009 ausgeliefert wurden. Diese Fahrzeuge waren im Bereich um Chojnice und um Lublin Główny eingesetzt. Mittlerweile hat sich das Einsatzgebiet der Fahrzeuge mehrfach geändert.

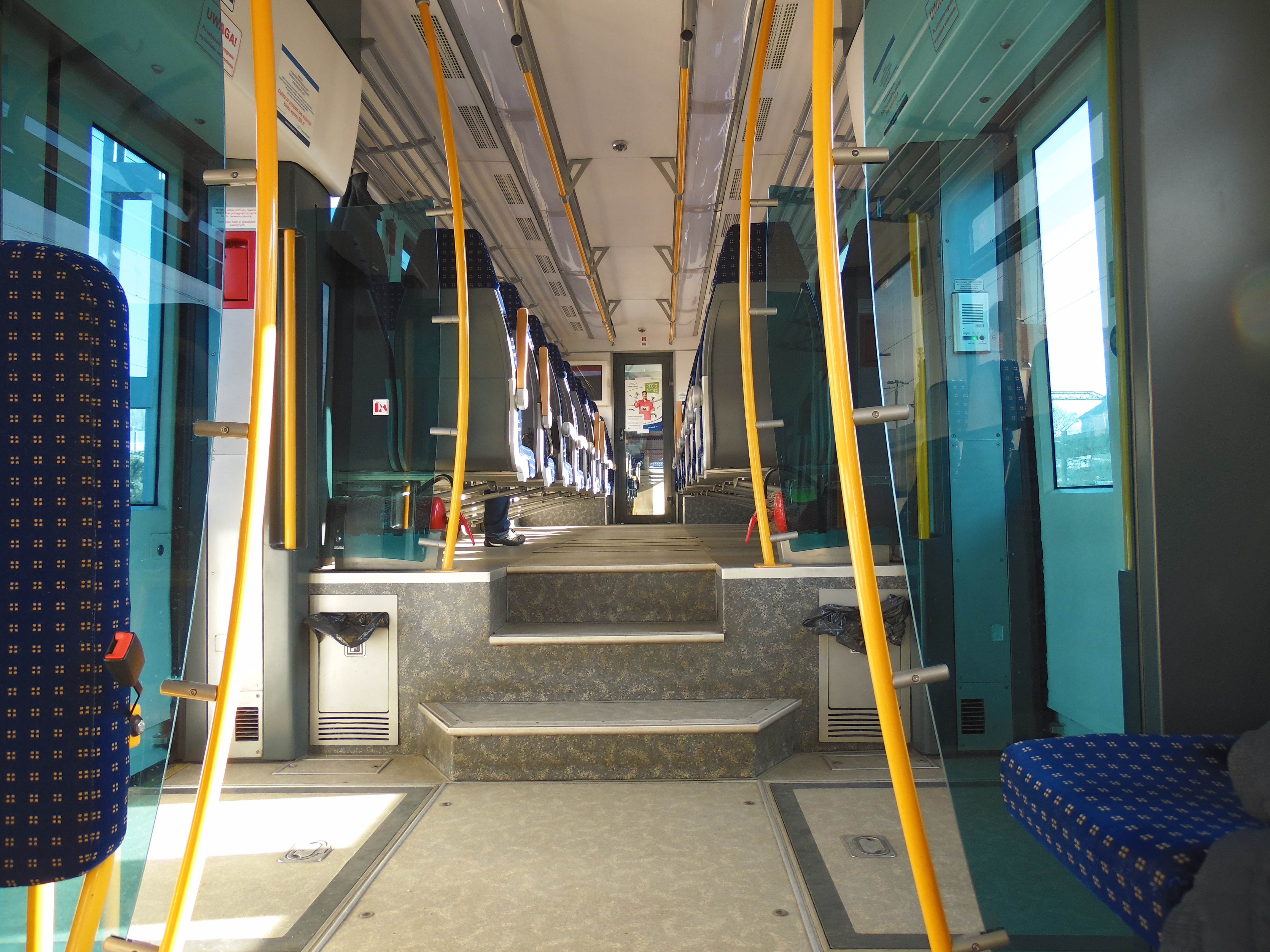
Inneneinrichtung
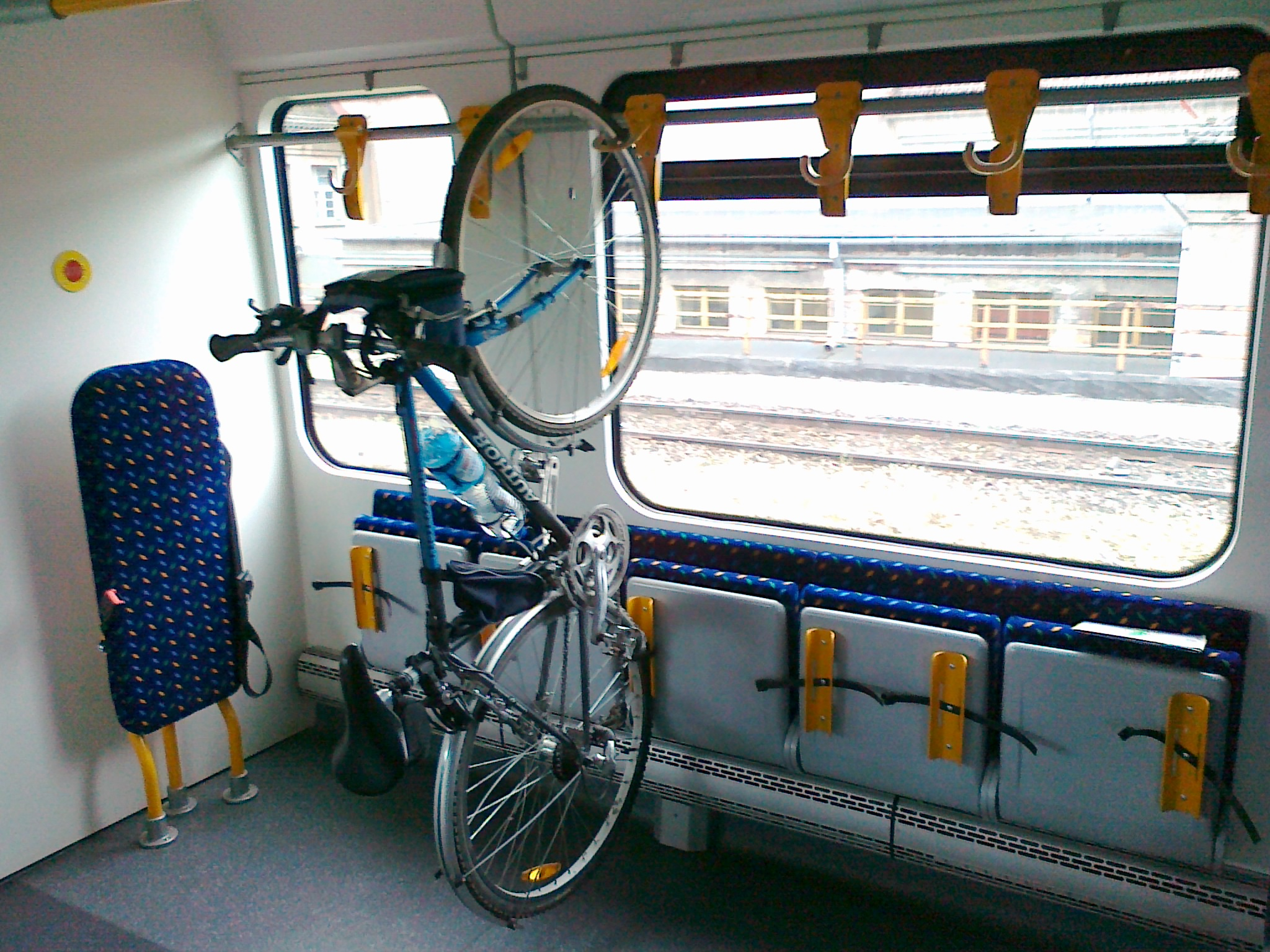
Gepäckraum mit Fahrradaufhängungen
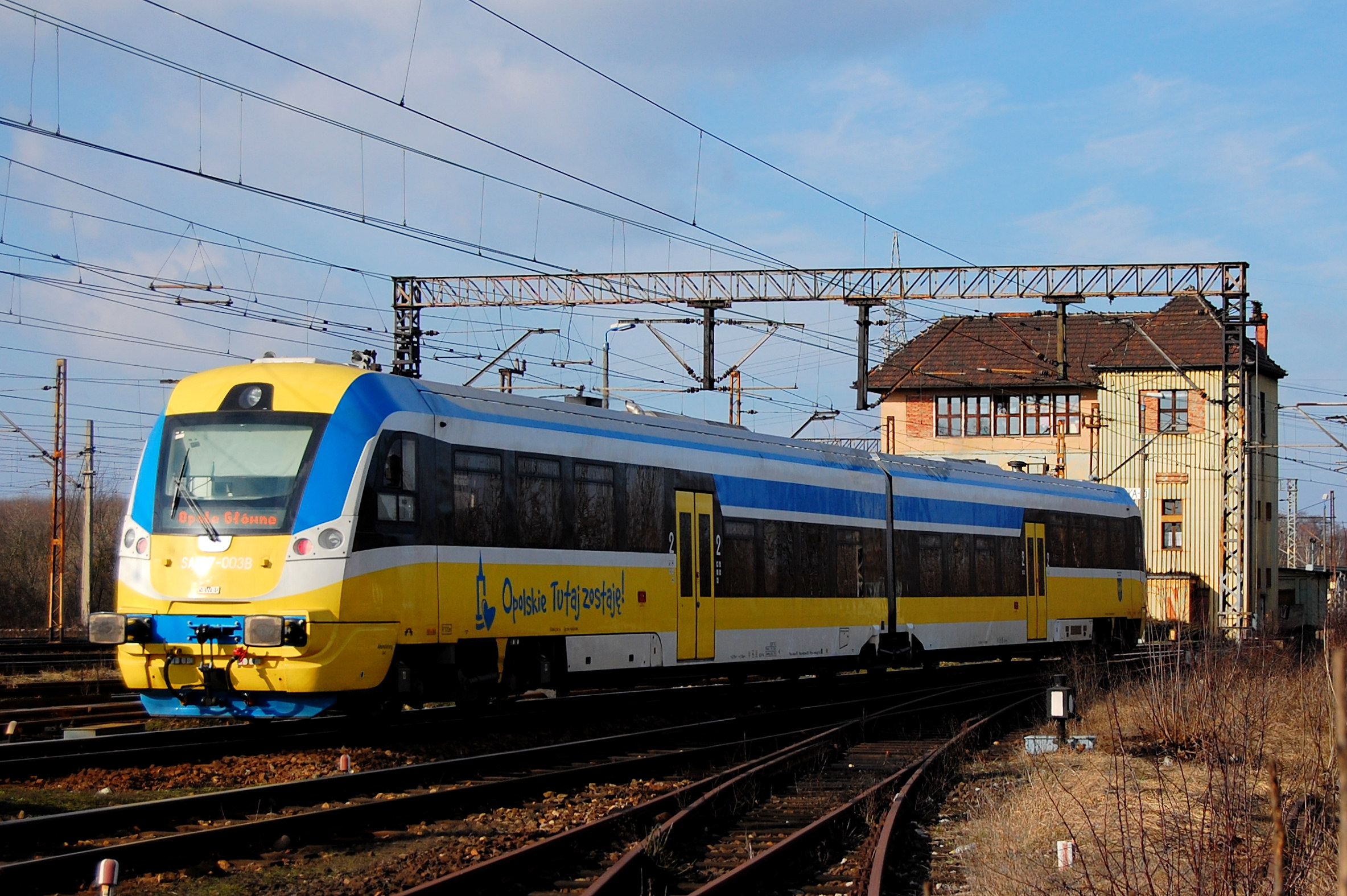
SA137-003 der Woiwodschaft Opole
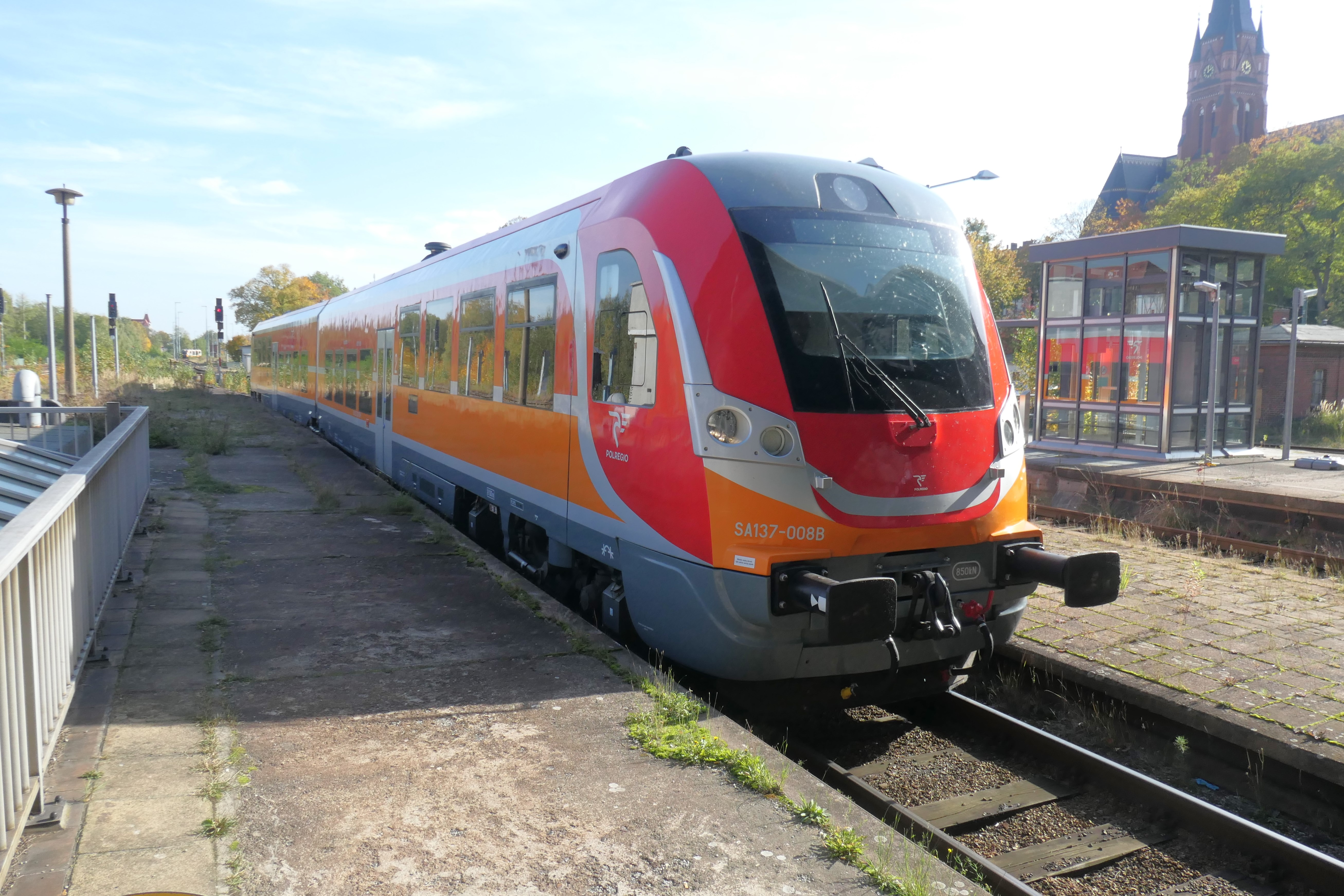
SA137-008 von Polregio 2024 im Bahnhof Görlitz

## Konstruktion
Die zweiteiligen Fahrzeuge besitzen je Einheit ein angetriebenes Enddrehgestell. Die Einheiten sind durch ein Jakobs-Drehgestell verbunden. Sie besitzen im Einstiegsbereich eine Fußbodenhöhe von 600 mm über Schienenoberkante (SOK), im Bereich über den Drehgestellen beträgt die Fußbodenhöhe 1200 mm. Je Fahrzeug ist auf jeder Seite eine Einstiegstür vorhanden, die Schiebetritte zur Spaltüberbrückung besitzen. Der Wagenkasten ist primär über Schraubenfedern, sekundär über Gasdruckfedern abgefedert.
Angetrieben werden die Fahrzeuge von zwei PowerPack mit Motoren von MTU Friedrichshafen. Sie haben eine Reichweite von 1000 km und besitzen Mehrfachsteuerung, mit der drei Fahrzeuge von einem Führerstand oder zwei Fahrzeuge mit einem Beiwagen gefahren werden können. Ein Behindertenbereich ist mit Zugangsrampen für Rollstühle ausgestattet. Daneben befindet sich eine Behindertentoilette, die mit einem Wickeltisch ausgestattet ist. Die Sitze im Fahrzeug sind im Hochflurbereich in Gruppen und im Niederflurbereich in Reihe angeordnet. Die Triebzüge verfügen über sechs Fahrradaufhänger, Steckdosen, Fahrgastinformationssystem und Klimaanlage.